# Blackadder II
Blackadder II är den andra serien i BBC:s komedi Svarte Orm, skriven av Richard Curtis och Ben Elton, som sändes från den 9 januari 1986 till den 20 februari 1986.
Serien utspelar sig i England under Drottning Elizabeth I:s period som regent (1558-1603), med huvudrollen Lord Edmund Blackadder som försöker få Elizabeth att favorisera honom. 
Serien innehåller många olika skillnader från The Black Adder, bland annat att Ben Elton ersatte Rowan Atkinson som andra manusförfattare, filmningen skedde enbart i studior, samt introduktion till den mer listiga Blackadder som skulle medverka i de följande säsongerna och en mer idiotisk Baldrick.

## Intrig
Blackadder II utspelar sig under den Elizabethanska eran (1558-1603). Huvudrollen Lord Edmund Blackadder (Rowan Atkinson, barnbarnsbarn till Prince Blackadder i The Black Adder, är nu medlem av Londons aristokrati. Till skillnad från sin förfader är han både stilig och intelligent och genom serien får man följa Lord Blackadder på hans försök att vinna favoriseringen från den barnsliga, men kraftfulla, drottningen Elizabeth I (Miranda Richardson). Precis som tidigare får han hjälp, och hinder, från sina två mindre intelligenta medhjälpare, hans betjänt Baldrick (Tony Robinson, och Lord Percy Percy (Tim McInnerny), med vilken Blackadder har en motvillig vänskap.
Genom hela serien är Blackadders huvudsakliga rival Lord Melchett (Stephen Fry), drottningens högdragna och servila rådgivare. Melchett själv är rädd för att göra drottningen upprörd och hjälper därför henne med att förlöjliga Blackadder under dem busiga trenderna hon blir intresserad av. Drottningen brukar även få hjälp från hennes galna, och förmodligen lite senila, före detta amma, Nursie (Patsy Byrne).
Baldrick, som i den första serien förmodligen var den smartaste i trion blev mycket dummare, en idé av Ben Elton som ville göra honom till "den dummaste personen i historien av... mänskliga varelser", samt en motsats till den nu smarta Blackadder.
Lord Percy var sig lik från den första serien, en korkad bifigur till Blackadder. Här hade McInnerny sagt att karaktären var bitvis hämtad från Shakespeares karaktär Sir Andrew Aguecheek.Svarte Orm serien hade använt sig av Shakespear dialoger och liknande. Speciellt det första avsnittet Klockor som hade en liknande intrig från En midsommarnattsdröm.

## Produktion
På grund av de höga kostnaderna för den första serien, blev Michael Grade emot att göra en andra serie utan stora ändringar, som att sänka kostnaderna för TV-programmet, vilket gjorde att det gick tre år mellan serie ett och två.¨
Rowan Atkinson ville inte fortsätta skriva manus för den andra serien, så manusförfattaren och stand up komikern Ben Elton valdes för att ersätta honom. Enligt producenten John Lloyd, Ben Elton var speciellt glad åt valet att göra en serie med Elizabethansk tid, för det var en "sexig tidsålder" som "ungdomarna" kunde relatera till. Som standupkomiker brukade Elton ofta värma upp publiken med egna skämt innan filmningen började. Även manuset satte man höga krav på under repetitionerna med skådespelarna - enligt Richard Curtis, ett helt manus för ett "mystiskt mord"-liknande avsnitt togs bort helt och hållet.
För att få TV-serien att kosta mindre, filmades den i princip enbart i inomhuslokaler i BBC Television Center. Drottningens tronrum och Blackadders rum var med i varje avsnitt, och den enda lokalen som förekom i två scener var avrättningskammaren i Head och en spansk fängelsehåla i Chains. Bara en utomhusscen filmades under hela serien, som tog plats innan den principiella filmningen på torsdagen den 30 maj 1985 på Wilton House, Wiltshire. De här utomhusscenerna var Blackadders uppvaktningsscen i Bells samt alla avslutningsscenerna med barden som sprang i trädgården. Studioinspelningar med live publik började söndagen den 9 juni 1985 med inspelningen av Head. Avsnitten spelades sedan in veckovis i ordningen: Bells, Potato, Money, Beer och Chains. Regissören Mandie Fletcher var imponerad när inspelningarna var så spontana och att man kunde byta kläder och dräkter utan att hela inspelningen avbröts. Hon hade sagt att det var som att göra Shakespear inför publik och inte alls som att göra en situationskomikserie."

## Avsnitt
Serien sändes i sex avsnitt som visades varje torsdag på BBC One klockan 21.30 mellan den 9 januari 1986 och den 20 februari 1986. Varje avsnitt hade bara ett ord som titel baserat på avsnittets tema. Avsnittet Bells (klockor) har ett bröllop som tema, och avsnittet Beer (alkohol) har just alkohol som tema.
Från början var det tänkt att Head skulle bli det första avsnittet och spelades därför in först. Resultatet blev därför ett litet fortsättningsfel då Percy har skägg som han rakar bort i Bells, som sändes tidigare. Dessutom blev karaktärerna presenterade mer i början av avsnittet.
| Titel  | Svensk översättning | Sändningsdatum   | Intrig i korthet |
| ------ | ------------------- | ---------------- | --- |
| Bells  | Klockor             | 9 januari 1986   | Blackadder anställer en ung man kallad Bob (som egentligen är en utklädd kvinna) som han känner sig attraherad av, mot sin vilja. När han får reda på att "Bob" är en tjej såvill han gifta sig med henne, bara för att få se henne sticka iväg med hans bestman Lord Flashheart. |
| Head   | Huvud               | 16 januari 1986  | Lord Blackadder blir utnämnd till överstebödel och bestämmer sig för att ändra på avrättningsschemat för att få mer fritid. Det gör dock att han hamnar i bråk med drottningen.                                                                                                   |
| Potato | Potatis             | 23 januari 1986  | Under Sir Walter Raleighs stora hemkomst från Amerika, och under ett försök att imponera på drottningen, planerar Blackadder att göra en egen upptäcktsresa. |
| Money  | Pengar              | 5 februari 1986  | Blackadder är tvungen att betala tillbaka ett lån till den baby-ätande Biskopen av Bath och Wells och han är tvungen till att ta till drastiska metoder med en konstnär och Lord Percy.                                                                                           |
| Beer   | Öl                  | 13 februari 1986 | Med ett löfte om ett stort arv får Lord Blackadder besök av sina fanatiska och puritanska faster och farbror, samtidigt som han ska vinna en dryckestävling. |
| Chains | Kedjor              | 20 februari 1986 | Blackadder och Melchett blir tillfångatagna av Prince Ludwig som kräver pengar från drottningen och att hon väljer en av dem. Annars dör båda. |

## Rollsättning
- Rowan Atkinson som Lord Edmund Blackadder
- Tony Robinson som Baldrick
- Tim McInnerny som Lord Percy Percy
- Miranda Richardson som Drottning Elizabeth I
- Stephen Fry som Lord Melchett
- Patsy Byrne som Nursie

Antalet skådespelare skars ner och man hade ovanstående karaktärer i varje avsnitt. Richard Curtis har sagt att den här serien var den allra roligaste att jobba med.
Gäster:
- Rik Mayall som Lord Flashgeart (avsnitt 1)
- Gabrielle Glaister som Kate aka Bob (avsnitt 1)
- Simon Jones som Raleigh (avsnitt 3)
- Tom Baker som Kapten Redbeard Rum (avsnitt 3)
- Ronald Lacey som Biskopen (avsnitt 4)
- Miriam Margolyes som Lady Whiteadder (avsnitt 5)
- Hugh Laurie som Simon "Farters" Partridge (avsnitt 5) och Prins Ludwig (avsnitt 6)

Serien hade också minst ett gästframträdande per avsnitt, noterbara är Rik Mayall som Lord Flashheart i Bells. Hugh Laurie gör sin debut i Svarte Orm serien, först som fyllot Simon Partridge i Beer, och sedan som Prince Ludwig i Chains. Senare i serie tre och fyra fick Hugh Laurie en större roll som George. En annan karaktär som senare dök upp en gång till var Bob, spelad av Gabrielle Glaister, som även gick i skolan med Ben Elton.

## Titelsekvens och musik
Signaturmelodin i början är lite hånfull och Elisabetansk hoppsatt av Howard Goodall med en flöjt och en elgitarr, samtidigt som en svart orm slingrar fram på ett marmorbord. Ormen blir efter ett tag borttagen och istället sätts det in ett föremål sm har samma namn som avsnittet. Till exempel, på avsnittet Money (pengar) hälls det upp pengar på bordet. Introt till serien är faktiskt en parodi på TV-serien från 1976 Jag, Claudius och dess intro.
Outrot är lite annorlunda med många olika instrument och en bard som sjunger en komisk text relaterat till avsnittet ute i en trädgård. I varje avsnitt blir Blackadder irriterad på honom och i det sista avsnittet lyckas han dränka honom i trädgårdens fontän.